# یوان کورت
دادگاه یوان (انگلیسی: Yoann Court؛ زادهٔ ۱۴ ژانویهٔ ۱۹۹۰) بازیکن فوتبال اهل فرانسه است.
از باشگاه‌هایی که در آن بازی کرده‌است می‌توان به باشگاه فوتبال کان، باشگاه فوتبال المپیک لیون، باشگاه فوتبال استاد برستوا ۲۹، باشگاه فوتبال تروا، و باشگاه فوتبال سدان اشاره کرد.
وی همچنین در تیم ملی فوتبال زیر ۲۰ سال فرانسه بازی کرده‌است.